# Korte partier (skak)
Gevinst i et parti skak efter meget få træk forekommer kun som resultat af dårligt spil, hvad enten det skyldes spillernes manglende erfaring eller overseelse. 
Det skal bemærkes, at der her er tale om gevinst udført på skakbrættet. Et parti kan vindes hurtigere end vist nedenfor, fordi man ifølge reglerne for skakspillet f.eks. kan opgive spillet efter 1. træk eller undlade at trække og tabe på tidsoverskridelse.
Den hurtigste matsætning, der er mulig i skak sker efter 2 træk, hvor sort sætter hvid mat med sit andet træk. Det er et kuriosum, fordi hvid selv er skyld i det og let kan undgå det. Matsætningen, som går under navnet "narremat", sker efter følgende træk (eller mindre varianter af disse træk): 
1. g4 e5 (eller e6) 2. f3 (eller f4) Dh4# 0-1
hvilket giver følgende spil:
I spillet som foregår på brættet nedenfor, er det sort, som spiller lidt for sorgløst og bliver sat mat efter trækkene:
1. e4 e5 2. Lc4 Sc6 3. Dh5 Sf6 4. Dxf7# 1-0